# Heliophanus portentosus
Heliophanus portentosus là một loài nhện trong họ Salticidae.
Loài này thuộc chi Heliophanus. Heliophanus portentosus được Wanda Wesołowska miêu tả năm 1986.